# Richard Stern (Mediziner, 1865)
Richard Stern (* 3. September 1865 in Breslau; † 1. Februar 1911 ebenda) war ein deutscher Arzt (Internist).
Stern studierte in Breslau, Tübingen und Berlin Medizin und promovierte 1888 in Breslau. Ab 1889 war er dort Assistent an der Medizinischen Klinik und habilitierte sich dort 1892 in Innerer Medizin mit einer Arbeit über Darminfektionen. 1900 wurde er außerordentlicher Professor und Direktor der Medizinischen Poliklinik in Breslau. Ab 1906 war er zusätzlich Primararzt am Allerheiligenhospital in Breslau.
Sein Sohn Rudolf Stern war ebenfalls Arzt und sein Enkel war der Historiker Fritz Stern.

## Schriften
- Traumatische Entstehung innerer Krankheiten, unter besonderer Berücksichtigung der Unfall-Begutachtung, 1896 bis 1900, 3. Auflage, Jena: Gustav Fischer 1930